# Корпоративна преса
Згідно з визначеннями державних стандартів України до періодичних видань відносяться: газета, громадсько-політична газета, спеціалізована газета, спеціальний газетний випуск, журнал, громадсько-політичний журнал, науковий журнал, науково-популярний журнал, виробничо-практичний журнал, популярний журнал, літературно-художній журнал, реферативний журнал, бюлетень та інші. ДСТУ 3017
Виникнення періодичного видання часто пов'язане з виникненням якої-небудь організації. «Історія журналістики показує, що газета, а в сучасну епоху й інші засоби масової інформації, часто стають центром організації. Створення нової партії, виникнення нового політичного руху чи якої-небудь громадської організації нерідко починається зі створення газети чи журналу як засобу приваблення, об'єднання їхніх прибічників» (Гуревич С. М.).
Такі видання, які було створено у межах функціонування певної організації, корпорації, політичної партії, навчального закладу тощо, називають корпоративними виданнями. «Правомірно вважати видання вищих навчальних закладів (так само як видання інших ВНЗ) частиною корпоративної преси. Є достатньо аргументів на користь такого підходу. Що таке корпоративні ЗМІ? Аналіз багатьох визначень даного поняття дозволяє зробити узагальнюючий висновок, що це, перш за все, видання, яке показує інтереси якої-небудь конкретної корпорації» (Чемякин Ю. В.).
Дослідниця Носова В. Ф. дає наступне визначення поняттю «корпоративне видання»: «Під терміном корпоративне видання (corporate publishing) розуміють, як правило, пресу, що виходить з певною періодичністю (не рідше одного разу на рік), яка видається за рахунок компаній чи інших бізнес-структур в їх ділових інтересах і розрахована на конкретну цільову групу».
Корпоративні засоби масової інформації виступають своєрідним «мостом взаєморозуміння», внутрішньої комунікації між адміністрацією та її підлеглими. Корпоративне видання спрямоване на організацію внутрішніх зв'язків між різними підрозділами єдиної системи. Воно покликане зміцнювати ділові відносини між керівництвом і персоналом організації.

Можна твердити, що ринок корпоративних видань переживає значну активність. Причому саме друкованих видань, бо інші види корпоративної комунікації (особливо радіо і ТБ, які потребують значних фінансових і матеріальних ресурсів), у нас поки що розвинуті мало. Експерти переконані, що цей вид преси стає надійним інструментом компаній у роботі над своїм іміджем, ефективно допомагає вирішувати завдання брендінгу стимулювання збуту.